# حروب التحرير
حروب التحرير يطلق هذا المصطلح من الحروب على الحروب التي تقاوم فيها إحدى المقاطعات سيطرة الدولة الام عليها لأي من الأسباب التي قد تكون اختلافا في الدين أو العرق أو اللغة عن الدولة الأم وحينها تقوم الدولة الأم بارسال قوات عسكرية لتعزيز سيطرتها على المقاطعات المتمردة وحين يتم اعلان الاستقلال تسمى الحرب بحرب التحرير أو الاستقلال

## قائمة باشهر حروب التحرير
- حرب الاستقلال الأمريكية
- حرب الاستقلال الجزائرية
- حرب الاستقلال الأنغولية
- حرب استقلال بنغلادش
- حرب استقلال تشيلي
- حرب الاستقلال الكرواتية
- حرب الاستقلال الاريترية
- حرب الاستقلال الاستونية
- حرب الاستقلال اليونانية
- ثورة هايتي
- حروب الهند الصينية:

1. الحرب الفيتنامية في كمبوديا
2. حرب فيتنام
3. حرب الهند الصينية الفرنسية
4. الحرب الصينية - الفيتنامية

- الحرب الاستقلال الإيرلندية
- حرب الاستقلال اللاتفية
- حروب الاستقلال الليتوانية
- حرب الاستقلال المكسيكية
- الثورة الفلبينية
- الحرب الفلبينيه الأمريكية
- حرب الاستقلال الرومانية
- حروب الاستقلال الاسكتلندية
- الثورة الصربية
- حرب الاستقلال السلوفينية
- حروب الاستقلال في أمريكا الجنوبية
- حرب الاستقلال الإسبانية
- حرب الاستقلال التركية
- حرب تحرير الكويت